# PUVA-thérapie
 (mars 2021).
Si vous disposez d'ouvrages ou d'articles de référence ou si vous connaissez des sites web de qualité traitant du thème abordé ici, merci de compléter l'article en donnant les références utiles à sa vérifiabilité et en les liant à la section « Notes et références ».
La PUVA-thérapie est un traitement médical dans certaines maladies de la peau, et notamment le psoriasis. L'effet attendu dans ce cas est un effet proapoptotique (anti-prolifératif) sur les kératinocytes et un effet immunomodulateur (anti-inflammatoire). En effet, dans le psoriasis, les kératinocytes prolifèrent trop, ce qui entraîne en plus une inflammation locale.
La PUVA est également indiquée dans d'autres dermatoses mais c'est plus rare et l'effet est moins important.
C'est une photochimiothérapie associant :
- un médicament : le psoralène, principalement par voie orale, utilisé comme photosensibilisant et agent mutagène ;
- une photothérapie : un rayonnement ultraviolet de type A (UVA) ;

L'utilisation d'un médicament photosensibilisant la distingue de la photothérapie à UVB.

## Les UVA
C'est de la lumière, donc un rayonnement électromagnétique non ionisant.
On distingue les UVA des UVB :
- Les UVA ont une plus grande longueur d'onde (320 à 400 nm) ;
- Ils sont donc moins énergétiques ;
- Ils pénètrent plus profondément dans la peau, jusqu'à l'hypoderme ou derme profond.

Ils sont responsables des cancers de la peau et de dermatoses profondes et épaisses. Les coups de soleil, eux, sont générés par les UVB.

## Principe de la PUVA

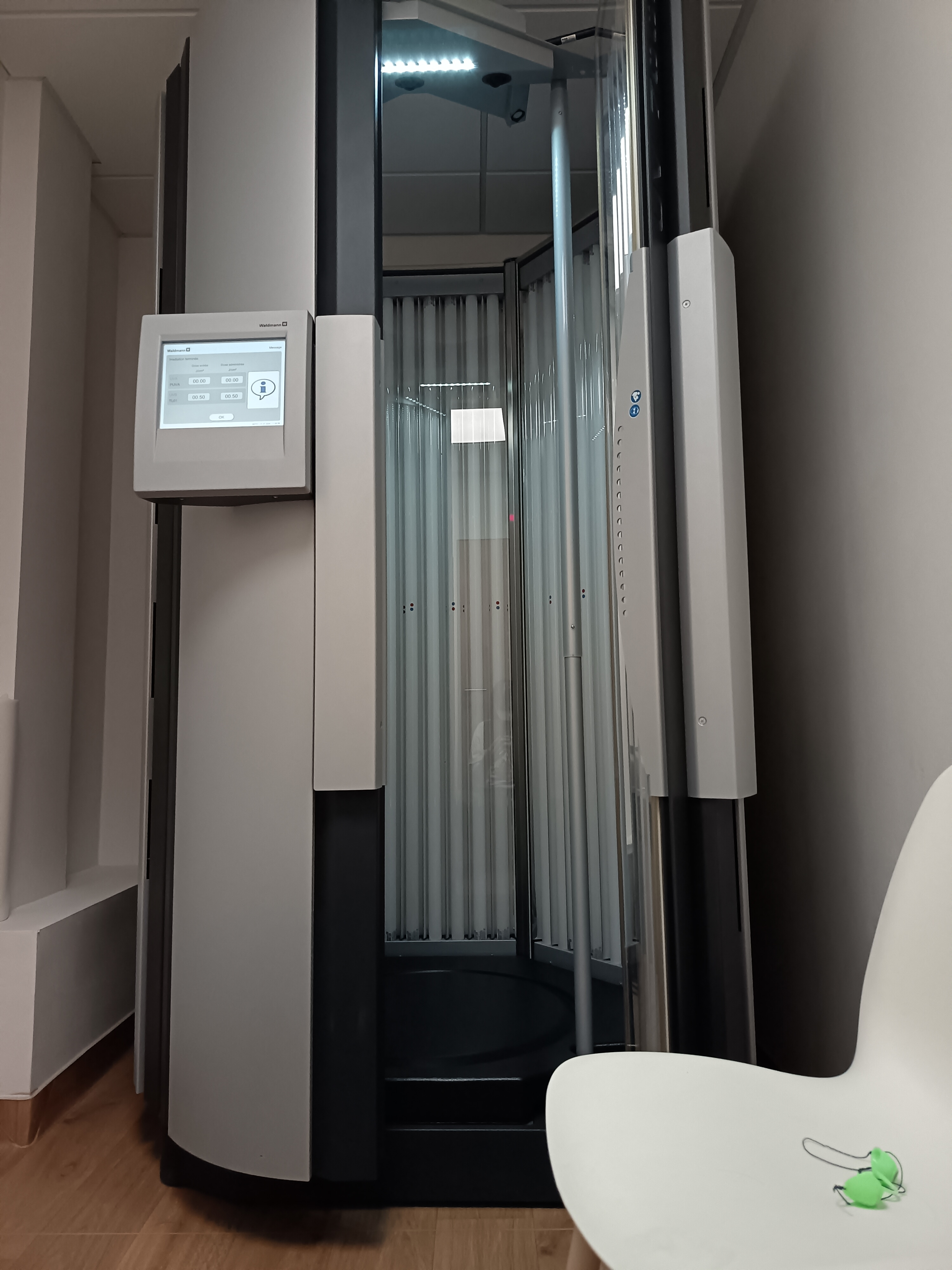
Séance de photothérapie en cabine avec lunettes de protection.

Environ 1 à 2 heures après avoir administré du psoralène qui se répand dans l’organisme, on expose les zones à traiter à un rayonnement UVA. Dans les cellules exposées (kératinocytes ++), le psoralène s'active sous l'effet des UVA et forme des pontages interbrins entre deux brins d’ADN d’un même chromosome, ce qui mène la cellule à l’apoptose.
Les patients restent debout pendant la séance, l'exposition peut être sur corps entier ou locale (une main par exemple).
Au niveau des doses d'UVA utilisées, on commence à la dose phototoxique minimale (DEM) puis on augmente progressivement en fonction du phototype du patient. La thérapie dure environ 30 séances avec 1 à 3 par semaine.
Ce traitement permet de soulager temporairement les malades, mais la plupart du temps les symptômes réapparaissent.
Il existe une autre utilisation plus anecdotique : 10min de PUVA thérapie constitue un test pratique d'urticaire cholinergique. Classiquement, pour mettre en évidence ce type spécifique d'urticaire physique, on pratique un test à l'effort mais la PUVA est une alternative.

## Effets secondaires
Ils peuvent être précoces ou tardifs.

### Effets précoces
- Xérose et prurit
- Conjontivite ou kératoconjonctivite d'où l'intérêt de porter des lunettes de protection dans la cabine
- Erythème phototoxique ou coup de soleil
- Nausées dues au psoralène
- Allergies au psoralène (rare)

### Effets tardifs
- Cataracte si pas de port des lunettes de protection
- Vieillissement prématuré de la peau
- Risques de cancer cutané. Une étude rétrospective sur 106 malades ayant reçu un traitement d'au moins 150 séances pour traiter un psoriasis a montré que 14 d'entre eux avaient développé au moins un carcinome  (carcinome épidermoïde invasif (8 malades), carcinome basocellulaire (5 malades) et carcinome épidermoïde in situ (5 malades), ce qui implique un suivi dermatologique à vie[1].

## Contre-indications absolues
- Syndrome des nævus dysplasiques héréditaires
- Antécédent personnel de mélanome
- Lupus érythémateux systémique
- Maladie avec trouble de réparation de l'ADN comme la Xéroderma pigmentosum (enfants lunes).
- Enfant de moins de 8 ans
- Prise de médicament photosensibilisant (bien regarder l'ordonnance du patient avant une séance).
- Prise d'un traitement immunosuppresseur
- Femme enceinte